# Stratégie d'enseignement
La stratégie est le comportement personnel adopté par le sujet pour négocier une situation. Plus précisément, il s’agit de la manière dont l’individu agence ses propres ressources.

En pédagogie, par rapport au produit attendu la stratégie d’enseignement désigne la logique d’organisation de l’enseignement, caractérisée par le type de tâches employées, leur répartition dans le temps et la structuration des groupes d’apprenants.

## Sources
- Dugal, J.P., Dicodidac, CRDP Limoges, 1992
- GAIP, Lexique conventionnel et professionnel, Revue académique des enseignants d’EPS, Nantes, 1990-91